# Becudet de Pulitzer
El becudet de Pulitzer (Macrosphenus pulitzeri) és un ocell de la família dels macrosfènids (Macrosphenidae).

## Hàbitat i distribució
Habita els boscos de les terres baixes de l'oest d'Angola.